# 楊兆龍
楊兆龍（1904年—1979年）字一飞，江苏金坛人。中华民国及中华人民共和国法学家。

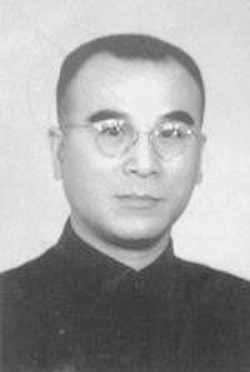
楊兆龍

## 生平

### 法学家
楊兆龍早年受私塾教育，先後就讀金壇初等小學、鎮江高等小學、基督教私立潤州中學、1922年考入燕京大学哲学系，两年内完成全部学业，经燕京大学校长推荐，1923年到上海东吴大学法学院学习法律。 1927年從東吳法科毕业后4 個月，即取得律師資格（國民政府司法部甄拔律師委員會發給），1928年11月再取得推事、檢察官資格（國民政府司法部甄拔法官委員會審查通過），並因此曾任上海公共租界临时法院及租界上诉法院推事。

1928年3 月，杨兆龙获聘为上海持志大学教务长兼教授，1929年获聘为东吴大学法学院、上海法政大学教授，其讲义《证据法概论》、《商法概论》等于1930年出版。1933年，杨兆龙获聘为国民政府立法院宪法起草委员会专员，于1933年5月受其师吴经熊委托，草拟《中华民国宪法草案》初稿，确立“五权宪法”之基本构架。

1934年，吴经熊向哈佛大学法学院院长罗斯科·庞德推荐了杨兆龙。经该校考察，同意破格录取杨兆龙为哈佛大学法学院法学博士研究生，随诉讼法学专家摩根教授学习英美法。1935年5月，杨兆龙获得哈佛大学法学博士学位。博士论文为《中国司法制度之现状及问题研究——参考外国主要国家之制度》。答辩会由哈佛大学法学院院长庞德主持，历时4小时，论文被评为优秀。庞德最后对杨兆龙称：“你是接受我考试的第一个中国人。东方人的思维方法引起我很大的兴趣。”后来，在庞德的建议下，杨兆龙到德国柏林大学法学院从事博士后研究，作为研究员随库洛什教授研究大陆法。经过多年学习，杨兆龙掌握八门外语，并曾率代表团到欧美的英国、美国、法国、德国、意大利、比利时、瑞士等国考察法律制度及司法，成为同时精通英美法系与大陆法系的法学家。
杨兆龙1937年起草的《军事征用法》、《军事征用法实施细则》、《国家总动员法》陆续获通过。抗日战争期间，杨兆龙随国民政府辗转，任国立中央大学、国立浙江大学、东吴大学法学院、朝阳大学法学院等校教授，讲授十多门法学课程。1940年，应西北联合大学邀请，杨兆龙出任该校法商学院院长兼教授。1947年6月，楊兆龍接到国际刑法学会通知，当选为该学会总会理事，并被指定为中国分会筹备人以及会长。楊兆龍在伦敦参观联合国战争犯罪委员会时，由杨兆龙起草的中华民国《战争罪犯审判条例》获得该委员会肯定。1948年时，杨兆龙已是国际行政法会理事、国际比较法学会理事，且获海牙国际法学院聘为比较法学专家。
1948年，海牙国际法学院在世界范围内评出50位杰出法学家，其中中国有两人当选：王宠惠、杨兆龙。

### 伴随庞德
1945年4月，杨兆龙出任国民政府司法行政部刑事司司长，为审判战争罪犯及惩治汉奸等进行准备，并在其后组建了战犯罪证调查室，领导700多名工作人员搜集日军侵华罪行材料30多万件。与此同时，杨兆龙奉命邀请老师庞德来中国担任司法行政部顾问。
1946年6月26日，庞德夫妇抵达中国，杨兆龙到上海迎接，陪同庞德夫妇出席各方面举办的欢迎会。1946年7月，经杨兆龙协助，庞德在初步完成的研究中提出四点建议，除肯定中国现行的大陆法系、现行法典及法律思想外，还希望中国有信心在最短时间内完成解释法律之巨著。
1946年8月，在杨兆龙协助下，庞德草拟完成创办“中国法学中心”的计划纲要，建议成立该中心，完成编写《中国法通典》。不久，庞德提出了有关中国法律教育问题的报告。国民政府司法行政部根据庞德的建议，曾经决定邀中国国内的法学家编写一套法律教科书。该工作名义上由谢冠生主持，实际由杨兆龙与庞德合作推进。1946年8月底，应蒋介石电邀，谢冠生、杨兆龙陪庞德自南京飞抵牯岭，向蒋介石述职。
遵照蒋介石的指示，国民政府司法行政部部长谢冠生在1946年9月18日组成中国司法代表团，任命杨兆龙担任团长，随庞德返回美国。在哈佛大学，杨兆龙协助庞德草拟了法学巨著的计划大纲，并且为研究各国法制、搜集材料及研讨特殊问题进行了准备。同时，杨兆龙受美国多所大学之邀，教授中国法制史、中国法制改革、中国现代法之精神、中国宪法问题。
在美国考察一年之后，杨兆龙与庞德夫妇在1947年9月20日离开美国，两天后到达上海。1947年11月，在首都南京召开的全国司法行政检讨会上，杨兆龙为顾问庞德的专题报告《近代司法的问题》充当翻译，随后亲自报告《出国考察及参加国际会议之经历》。在会议期间，杨兆龙与顾问庞德联名提交了三项提案，杨兆龙本人又提交了三项提案，上述提案大多获通过。
1948年5月，中华民国司法行政部要求对法制进行彻底改善，乃特在司法行政部内设置法制研究委员会，负责调查法律实际、研究法制改革方案、编纂重要法学教科书等方面工作。1948年6月初，由团长庞德、副团长杨兆龙率领调查团到南京监狱及南京高院、地院等所属的监狱、看守所调查，并到南京警察厅及所属机关调查。6月中旬，调查团到达上海，杨兆龙陪同庞德到东吴大学法学院演讲，杨兆龙担任翻译，此后又到杭州、江苏省等地开展调查，8月份调查结束。后来，由于中国大陆政局剧变，调查报告未能成形。
1948年11月21日，鉴于南京政府在国共内战中節節败退，美国驻华大使司徒雷登通知庞德离开中国。原来计划中的由杨兆龙协助庞德推动中国开展大规模法制重建及司法改革的工程半途而废，原定杨兆龙陪庞德到武汉大学、北京大学进行学术演讲的计划告吹。

### 出任检察长
1948年下半年徐蚌会战后，政局十分动荡，杨兆龙举家迁往上海，远离了政治中心南京。杨兆龙本拟接受中山大学之聘，赴广州任中山大学法学院院长兼教授。当时，荷兰的海牙国际法学院也想聘杨兆龙任教，加拿大某大学也发来聘书，另外庞德多次来信邀请杨兆龙。1949年初，陈立夫的妻子又送来了赴台湾的飞机票。
1948年底，中华民国最高检察长郑烈辞职，最高检察长空缺。当局希望杨兆龙接任，被杨兆龙拒绝。中共南京地下党成员、杨兆龙的妻妹沙轶因得知后，劝姐夫杨兆龙暂缓推辞，并迅速请示了中共南京地下党领导。中共南京地下党领导指示沙轶因劝杨兆龙接受该职，并明确要求请杨兆龙营救在押的中共党员。杨兆龙认为必须要有中共党组织的委托及保证，将来能为其作证，不可仅凭妻妹沙轶因的口信，杨兆龙乃要求中共地下党组织与其面谈。中共南京市地下党市委成员白沙随后来访，明确要求杨兆龙营救国立中央大学学生朱成学、华彬清、李飞三人，还欢迎杨兆龙留下，声言将来中共决不会亏待杨兆龙，还说杨兆龙这样的法律专家，在新社会大有可为。白沙代表中共党组织保证杨兆龙以后的生命安全，并享有不低于现有的社会地位。中共地下党南京市委书记陈修良希望杨兆龙留下来，沙轶因便多次做姐姐沙溯因的工作。最后，沙溯因对杨兆龙说：“你要去美国我不去，也不准你带孩子们去。”杨兆龙最终决定接任最高检察长。
上任不久，杨兆龙即向中华民国司法行政部部长张知本提出释放政治犯问题，获张知本同意后，二人商定具体步骤。张知本在行政院会议上提出动议，获行政院决议训令后，张知本训令最高检察署拟具详细办法，以便通令全中国的司法机关将在押政治犯一律释放，具体事宜由最高检察署承办。根据《中华民国宪法》，此事需报经总统核准，杨兆龙乃说服代总统李宗仁同意释放在押政治犯。根据各方面材料，当时全中国释放政治犯约一万多人。

### 接掌蘇大法学院
1949年5月27日，中国人民解放军攻占上海，杨兆龙将最高法院检察署的全部档案移交给中国人民解放军上海市军事管制委员会。此后很长时间，无人与杨兆龙联系。杨兆龙预感此前中共的承诺有变，希望出国，但遭妻子反对，未能成行。杨兆龙全家迁回南京，杨兆龙出任中央大学法学院教授。
1950年，南京市第一届人大召开，杨兆龙作为特邀代表参加。同时与会的金陵女子大学校长吴贻芳鉴于新解放区即将开展土地改革，便对杨兆龙说“你是法学家，应该建议政府制定土改法，俾使土改工作有法可依，以保障其健康发展。”但此举遭南京市领导人柯庆施批评，此后还指责杨兆龙在课堂上散布“六法”观点。
1950年6月，杨兆龙与南京市人民法院院长鞠华一起到北京出席了首届全国司法工作会议。经最高人民法院副院长、德国柏林大学法学博士张志让介绍，杨兆龙与最高人民法院院长董必武会见，谈论社会主义法制建设，二人十分投缘。董必武询问杨兆龙在南京的情况，杨兆龙据实以告。时逢东吴大学法学院院长空缺，董必武乃决定直接调杨兆龙接任。调令引发了南京大学法学院与东吴大学法学院争抢杨兆龙。三个月之后，杨兆龙就任蘇州大学法学院院长。

### 失业与肃反
1952年暑假，包括东吴大学在内的全国各高校开展思想改造运动。工作组长王明原来是中共南京地下党学委书记，了解杨兆龙的情况及杨兆龙参与释放政治犯的情况，故未刁难杨兆龙。1952年，全国高等院校院系调整，华东地区的南京大学、安徽大学、沪江大学、圣约翰大学、复旦大学、上海大学、东吴大学等七所大学的法律系、政治系撤并为华东政法学院，设在原圣约翰大学的校址。原东吴大学法学院撤销时，东吴大学法学院学委负责人曾承诺将任命杨兆龙为华东政法学院研究部主任，但该承诺未兑现。非中共党员的中老年教师全部失去授课资格。
此后，杨兆龙在家闲居一年多，直到1953年秋被调至复旦大学教俄语。1955年3月起，全国掀起肃反运动。杨兆龙成为复旦大学打击重点之一，被怀疑为“国民党潜伏特务”，唯一的理由是杨兆龙曾任中华民国最高检察长。加上知情人陈修良、沙轶因、白沙等原中共地下党员保持沉默，导致杨兆龙专案组成立。杨兆龙专案组组长房群最终查明杨兆龙不仅不是反革命，还曾经为革命立功，乃上报调查结果。为便于结案，房群还违心地建议将杨兆龙作为内部专政对象处理。杨兆龙再躲一劫。

### 打成右派
1956年，苏共二十大、中共八大先后召开，中央提出双百方针等。杨兆龙调任复旦大学法律系刑法教研室教授，并当选为上海法学会理事，获聘为华东政法学院《法学》月刊编委。
1956年12月，杨兆龙在《华政学报》上发表论文《法律的阶级性与继承性》，提出“法律的继承性和任何法律体系的形成发展以及任何阶级统治的成功，有着永远不可分割的关系。”该论文在1957年初成为法学理论界的讨论热点，北京、上海先后举办了有关的学术座谈会。
1957年初，在上海贯彻“双百”方针中，杨兆龙提出“要发挥老法律科学工作者的积极性。在学校要让他们教书，在科学研究机关要让他们参加科学研究的领导工作，在政法部门要让他们参加工作，担任适当职务”，并称“歧视老一辈，令人有点寒心”。1957年5月8日，《文汇报》刊登了杨兆龙的《法律界的党与非党之间》，分析了法律界矛盾的实质及其来源，尤其对1952年同时进行的司法改革与院系调整的得失提出评论和建议。
1957年5月9日，《新闻日报》以《我国重要法典何以迟迟还不颁布》为主标题，发表了杨兆龙的《社会主义建设中的立法问题》。该文的主要内容分为三方面：一、立法与社会主义的关系紧密，民主与法治统一不可分割；二、驳斥了当时强调中国国情特殊，立法可缓行的论调；三，列举了“对我国立法应有的基本认识”，批驳了十种错误观点及，并称“某些重要法典迟出来一天，在六亿人口的中国会使多少人遭受多么大的损害。”
1957年5月20日，《新闻日报》编辑部邀法学工作者就杨兆龙的文章座谈，与会者均认为这是好文章。有一位与会者说，“《新闻日报》如果要请法律顾问，就得请杨兆龙。”杨兆龙对个别文过饰非的观点进行了反驳，此即日后被收入《政法界右派分子谬论集》一书的《我谈几点意见》。
1957年5月下旬，杨兆龙致信最高人民法院院长董必武，提出《社会主义立法问题》十二条。该信被截留，后来被用作批判杨兆龙的材料。同时，杨兆龙在复旦大学第四届科学论文报告会上作了题为《刑事法律科学中的无罪推定与有罪推定问题》的系列讲座，杨兆龙称其目的“是要对无罪推定的理论及其实践作比较全面系统的研究，对有罪推定的研究主要是为了更好地划清两者的界限。”这在当时有罪推定盛行的情况下十分引人注目。
1957年6月3日，杨兆龙在复旦大学教师座谈会上发言，质疑“法律是阶级统治的工具”，批评“党的民主集中制，事实上只有集中没有民主”，“法律系是本校办的最坏的系，是公安机关、法院的作风。”杨兆龙“希望检查一下历次运动的合法性，尤其是肃反运动”。
1957年6月8日，《人民日报》发表《组织力量反击右派分子的猖狂进攻》。反右期间，杨兆龙成为上海法律界被批判的首要分子，成为中央及上海各报纸大肆批判的焦点。

### 入狱与死亡
在被打成“极右”分子之后，杨兆龙又于1963年被以“现行反革命”的罪名逮捕入狱，关押八年后以“历史反革命及叛国投敌罪”判处无期徒刑。受杨兆龙牵连的亲属包括在上海交通大学学习的次子杨定亚、女婿陆锦碧等人，杨兆龙的妻子沙溯因也因压力巨大而自杀身亡。
1975年，中央特赦国民党县团级以上人员，75岁的杨兆龙获得释放。1979年，杨兆龙在浙江省海宁县死亡。
1980年1月，上海市高级人民法院对杨兆龙“宣告无罪，恢复名誉，发还家产”，复旦大学就1957年将杨兆龙错划右派一事进行平反。